# Девід Саймон
Девід Саймон (англ. David Simon; рід. 16 серпня 1960, Вашингтон) — американський журналіст, сценарист і продюсер.

## Біографія
Журналістська кар'єра Девіда Саймона почалася зі статей в шкільній газеті. Після закінчення коледжу в 1983 році він прийшов в газету «The Baltimore Sun», де пропрацював дванадцять років. В газеті Саймон займався кримінальною тематикою.
У 1991 році вийшла його перша документальна книга «Homicide: A Year on the Killing Streets», що розповідає про роботу поліцейських з відділу розслідування вбивств. На основі реальних історій з цієї книги був створений телесеріал «Убійний відділ», в якому Саймон виступив як сценарист, а потім і як продюсер. Зосередившись на роботі в серіалі. Саймон пішов з газети в 1995 році. У 2002–2008 роках виходив створений Саймоном детективний серіал «Дроти».
Саймон одружений з письменницею Лаурою Ліппман.

## Фільмографія
- 1993 — 1999 — «Забійний відділ» / Homicide: Life on the Street (сценарист, продюсер)
- 1996 — «Поліція Нью-Йорка» / NYPD Blue (сценарист)
- 2000 — «Вугол [en]» / The Corner (сценарист, продюсер)
- 2002 — 2008 — «Прослушка» / The Wire (сценарист, продюсер)
- 2008 — «Покоління вбивць» (сценарист, продюсер)
- 2010 — 2013 — «Тримей [en]» / Treme (сценарист, продюсер)
- 2015 — «Покажіть мені героя» / Show Me a Hero (шоураннер, продюсер, сценарист)